# Kazalnica w katedrze wiedeńskiej

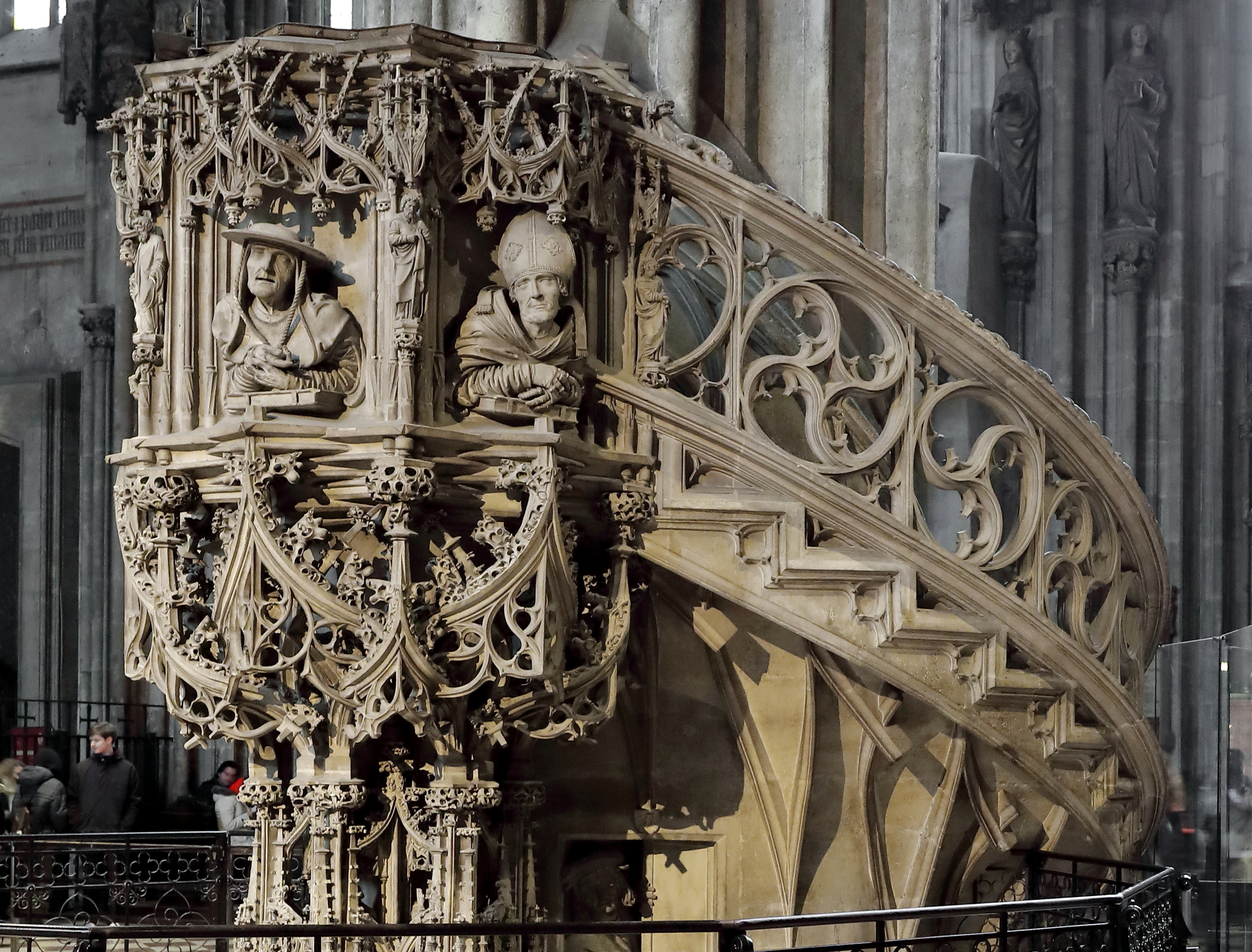
Kazalnica – widok na korpus z popiersiami świętych Grzegorza, Hieronima oraz Ambrożego.

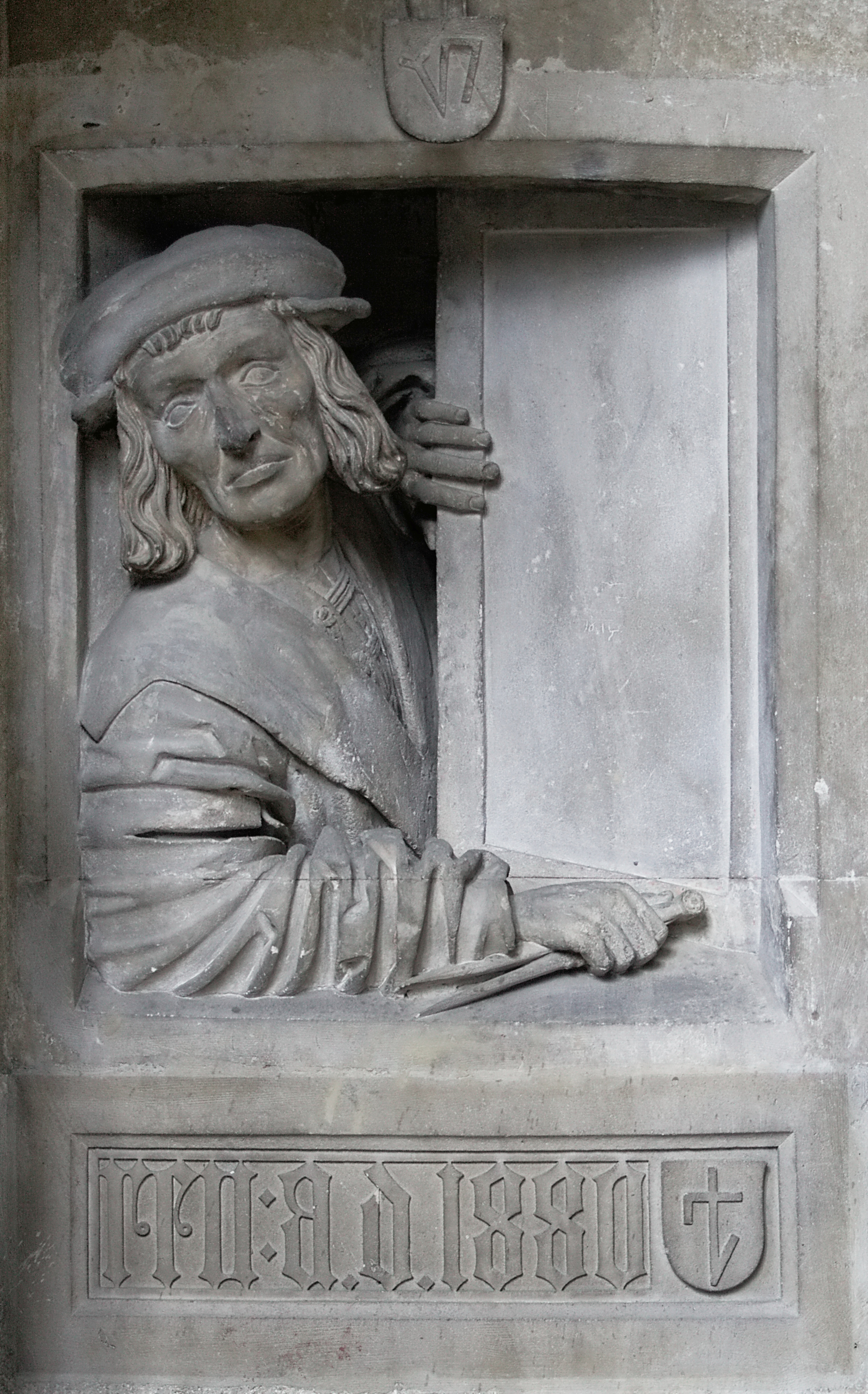
Popiersie rzeźbiarza

Kazalnica w katedrze wiedeńskiej – gotycka ambona wykonana pomiędzy 1470 a 1513 rokiem. Usytuowana jest przy trzecim z południowych filarów nawy głównej katedry św. Szczepana w Wiedniu. Jest w Austrii cennym przykładem późnogotyckiej rzeźby.

## Opis i analiza
Wykonana z piaskowca kazalnica składa się z sześciobocznego kosza – korpusu, z którego kapłan wygłaszał kazanie do wiernych. Korpus, do którego prowadzą kręte schody wsparty jest na heksagonalnym trzonie. Niegdyś istniał baldachim wieńczący całość. Dzieło cechuje bogactwo form architektonicznych i rzeźbiarskich, charakterystycznych dla późnego gotyku, takich jak zastosowanie mnogości form krzywolinijnych, ażurowych oraz ornamentyki roślinnej. Zastosowano także bogatą dekorację maswerkową, przede wszystkim na balustradzie schodów; maswerki mają formę stylizowanego krzyża (wpisanego w okrąg) o krzywych liniach utworzonych przez zastosowanie rybiego pęcherza, na poręczy widoczne są przedstawienia zoomorficzne: rzeźbione węże, jaszczurki oraz ropuchy, które są odstraszane przez psa-strażnika, uosabiającego nie tylko wierność Ewangelii, lecz także obronę przed grzechem. Na zewnętrznej stronie kosza widoczne są płaskorzeźbione popiersia czterech pierwszych doktorów Kościoła. Każdy z nich odziany jest w strój pontyfikalny, cechuje ich podobny gest, podpierają się lekko o księgi. Poszczególni święci mają charakterystyczne dla siebie atrybuty: Augustyn – mitrę biskupią, Papież Grzegorz I Wielki – tiarę, Hieronim – kapelusz kardynalski oraz Ambroży – mitrę i bicz o trzech rzemieniach. Każdy święty ma mocno podkreślone indywidualne rysy twarzy, ilustrujące cztery temperamenty.
Poniżej kosza, na filarze, znajduje się relief przedstawiający portret mężczyzny wyglądającego przez okno – tzw. Fenstergucker (dosłownie: „gapiący się przez okno”). Postać trzyma w ręce dłuto rzeźbiarskie, ponad oknem widoczny jest znak kamieniarski, będący sui generis sygnaturą artysty. Interpretacja dzieła nie jest jednoznaczna, najprawdopodobniej jest to autoportret twórcy ambony. Świadectwem konserwacji kazalnicy jest relief z datą 1880 umieszczony tuż pod oknem z popiersiem rzeźbiarza.
Nie jest jasna kwestia autorstwa dzieła. Przez długi okres wykonanie kazalnicy przypisywano rzeźbiarzowi działającemu w Czechach, Niemczech i Austrii Antonowi Pilgramowi. Niedawno ta atrybucja została podważona, pojawiły się również inne przypuszczenia, iż ambonę wyrzeźbił Mikołaj z Lejdy, artysta znany także w Niemczech (m.in. w Strasburgu i Trewirze), twórca m.in. monumentalnego nagrobka cesarza Fryderyka III Habsburga usytuowanego w południowej nawie wiedeńskiej katedry.

## Galeria

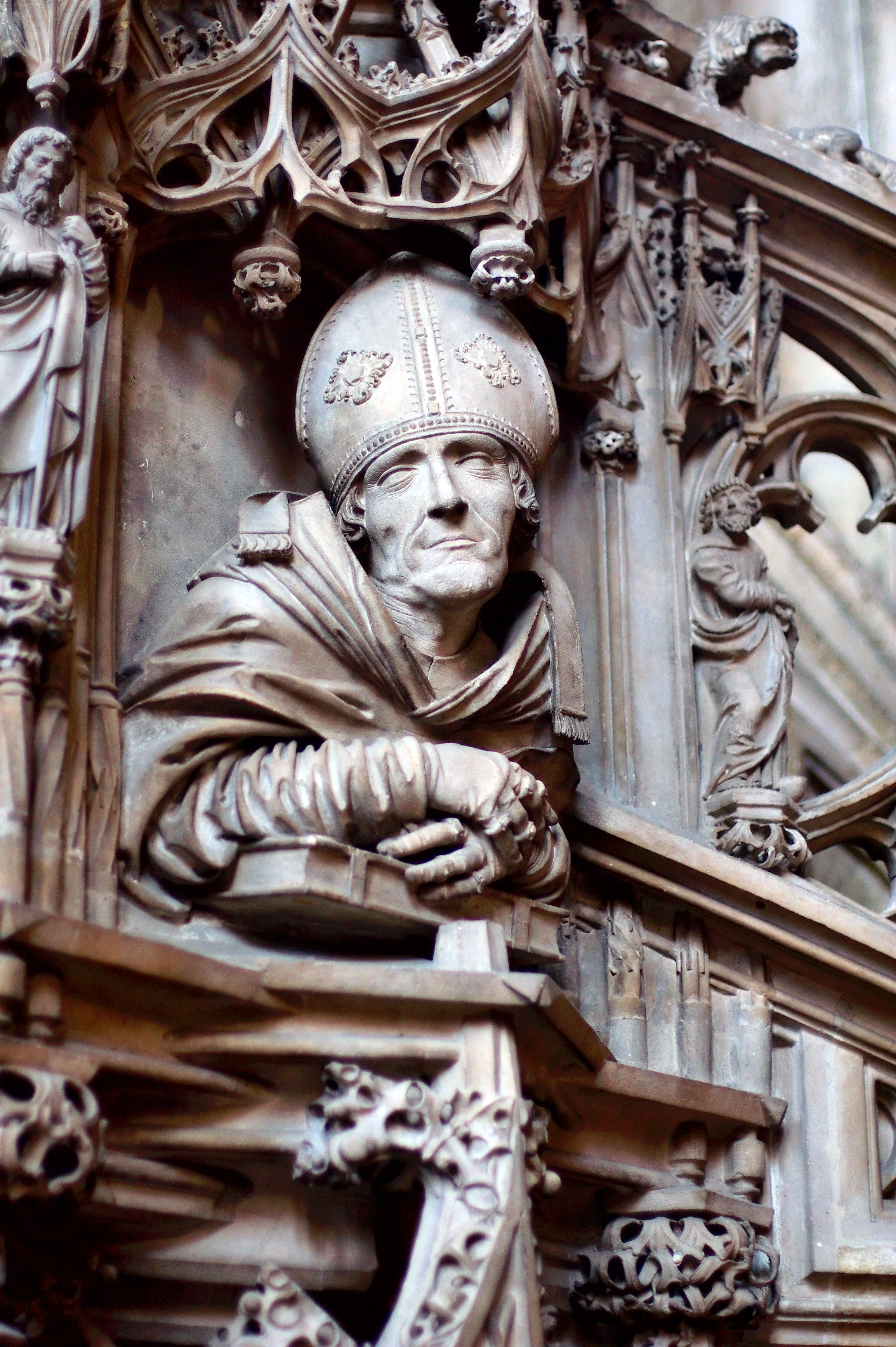
Św. Augustyn
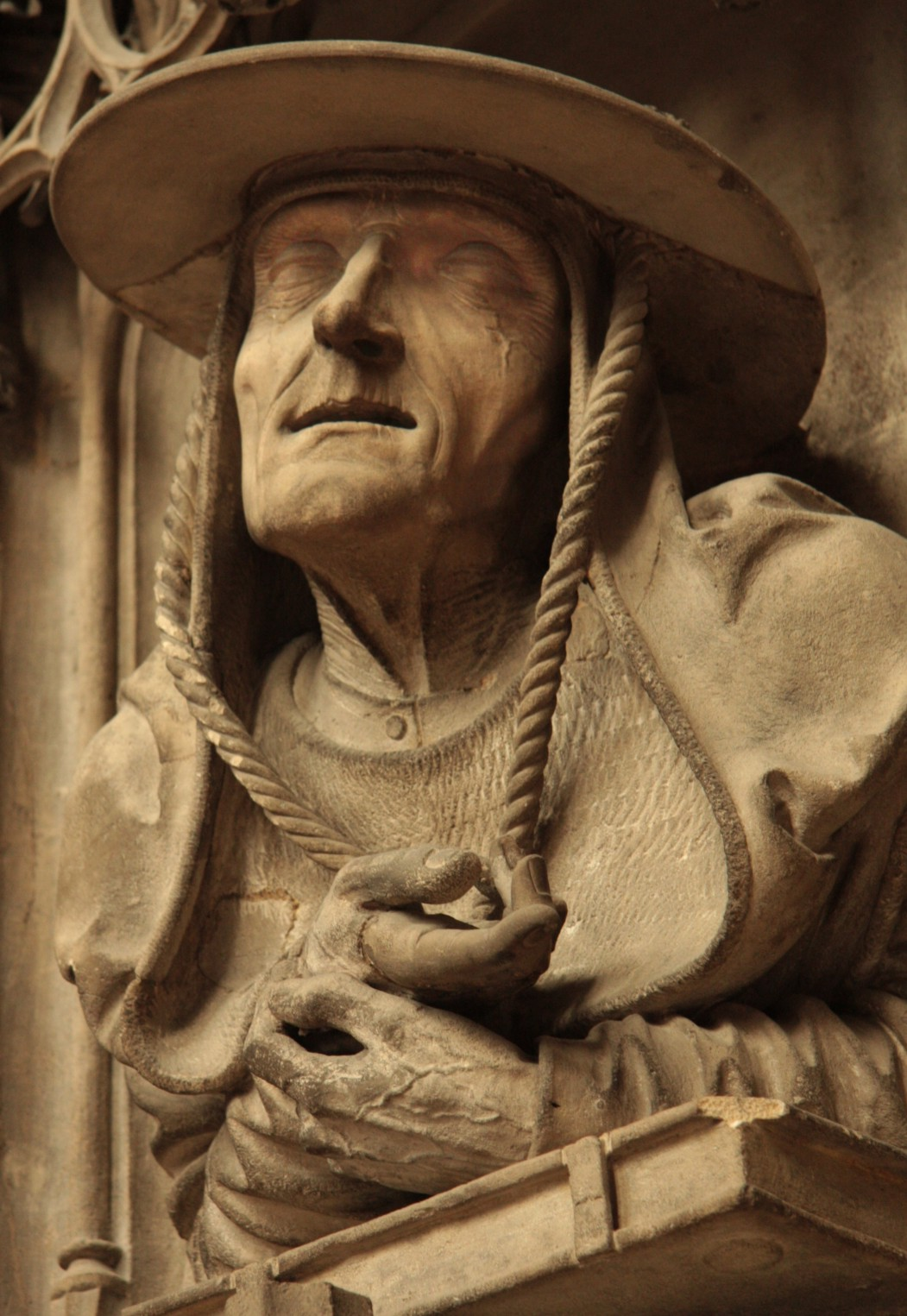
Św. Hieronim
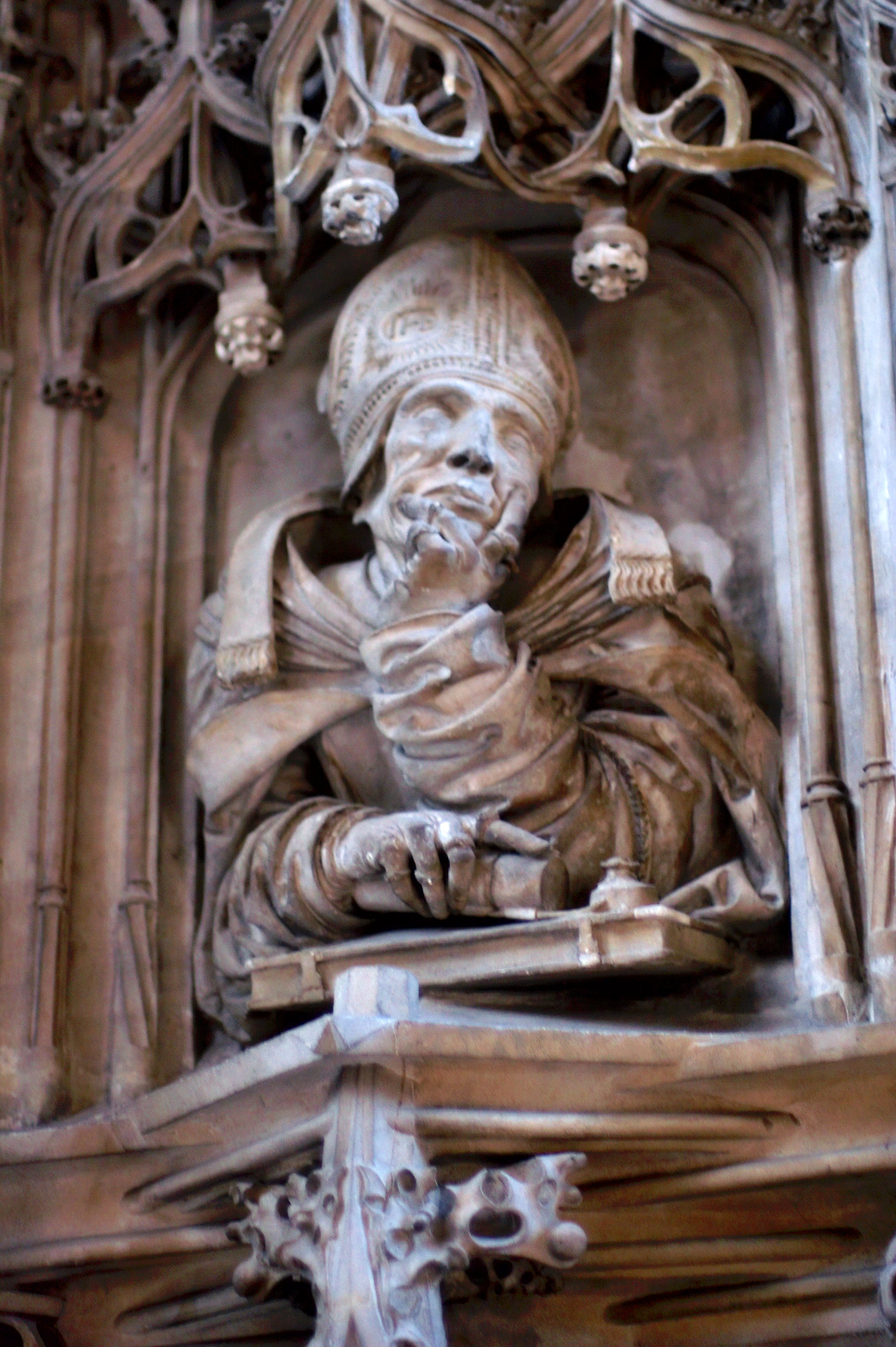
Św. Ambroży
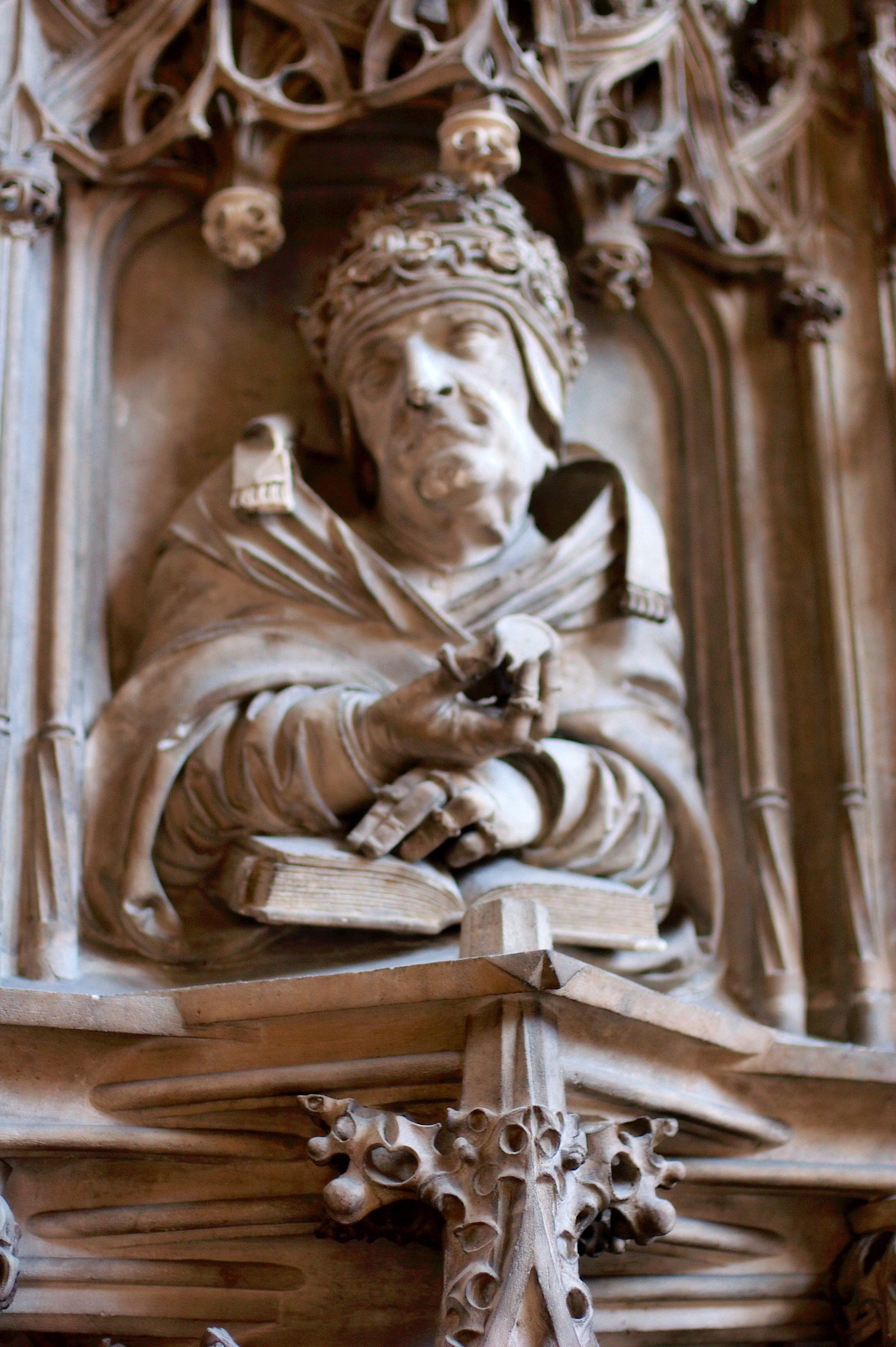
Św. Grzegorz

## Literatura
- Ignaz Schlosser: Die Kanzel und der Orgelfuss zu St. Stephan in Wien. Wiedeń: 1925. (niem.). Brak numerów stron w książce